# 75 км Кувшинка
75 км Кувшинка — населённый пункт в Тогучинском районе Новосибирской области. Входит в состав Буготакского сельсовета.

## География
Площадь населённого пункта — 1 гектар.

## Население
| 2002 | 2007 | 2010 |
| ---- | ---- | ---- |
| 16   | ↘15  | ↗16  |

## Инфраструктура
В населённом пункте, по данным на 2007 год, отсутствует социальная инфраструктура.